# Ochiltree Castle (East Ayrshire)
Ochiltree Castle ist eine abgegangene Hügelburg (Motte) auf einer Landspitze am Lugar Water, gegenüber von Auchinleck Castle, in der schottischen Council Area East Ayrshire. Der Name „Ochiltree“ bedeutet „erhabener Wohnort“. Die Motte ließ die Familie Colville im 12. Jahrhundert errichten und 1449 zerstörte sie William Douglas of Glenbervie.

## Geschichte
Das alte Baronat Ochiltree gehörte der Familie Colville, die Normannen waren und um 1174 nach Schottland kamen. Die Burg stand am hohen, felsigen Ufer des Lugar Water. 1449 wurde die Burg von Douglas erobert, Colville und seine männlichen Nachkommen umgebracht und die Ländereien einverleibt. Dies war ein Racheakt für das Massaker, das Colville an Auchinleck of Auchinleck einem Freund von Douglas, angerichtet hatte.
Nach der Zerstörung der Burg wurden alle Bausteine der Ruine weggetragen und für den Bau von Häusern und Deichen auf den angrenzenden Bauernhöfen verwendet. 1530 tauschte Sir James Colville das Baronat Ochiltree bei Sir James Hamilton of Finnart gegen das Baronat East Wemyss in Fife ein. Bereits 1534 tauschte der neue Eigentümer Sir Hamilton es wiederum mit Andrew Stewart, 3. Lord Evendale, gegen das Baronat Evendale ein. Nach letzterem Tausch wurde Stewart zum Lord of Ochiltree ernannt.

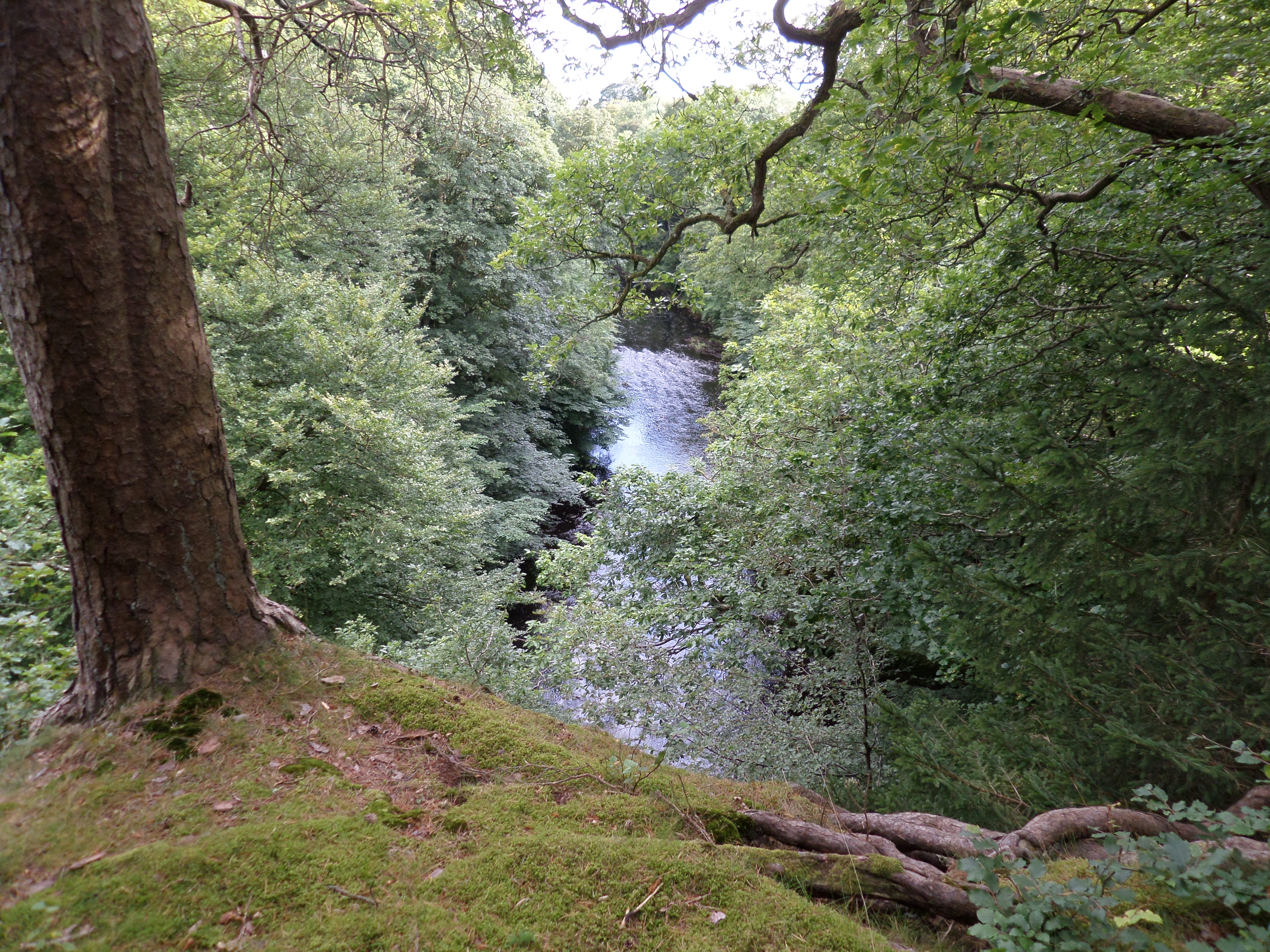
Blick vom Gipfel des Mounds auf Lugar Water

Zwei interessante Umstände sind mit der Geschichte der alten Burg verbunden: Einer davon ist die Heirat von John Knox dort im März 1564 mit Margaret Stewart, Tochter des Lord of Ochiltree, und der andere ist die Heirat von John Graham of Claverhouse mit Jane Cochrane, Nichte von Sir John Cochrane, die im Juni 1684 auf der Burg gefeiert wurde.
Der Adelstitel von Ochiltree wurde 1675 ausgesetzt und das Baronat ging durch viele Hände, bis es in die des 1. Earl of Dundonald kam, der es an seinen zweiten Sohn, Sir John Cochrane, vermachte.  1685 wurde es von Sir John an die Krone verwirkt, aber im Folgejahr von dessen Sohn von der Krone wiedererhalten. Die Familie Cochrane verkaufte es um 1737 an Gouverneur M’Crae, des es Miss Macquire, später Countess of Glencairn, hinterließ. 1817 wurde es schließlich in Teilen an verschiedene Besitzer verkauft. Die Reste der Burg sollen zusammen mit Unterlagen, Schildern und anderen Pretiosen bei einem Brand restlos zerstört worden sein.